# باد إس. سميث
باد إس. سميث (بالإنجليزية: Bud S. Smith)‏ هو مونتير أمريكي، ولد في 6 ديسمبر 1935 في تلسا في الولايات المتحدة.

## وصلات خارجية
- باد إس. سميث على موقع IMDb (الإنجليزية)
- باد إس. سميث على موقع ألو سيني (الفرنسية)
- باد إس. سميث على موقع ميوزك برينز (الإنجليزية)
- باد إس. سميث على موقع أول موفي (الإنجليزية)
- باد إس. سميث على موقع قاعدة بيانات الأفلام السويدية (السويدية)
- باد إس. سميث على موقع قاعدة بيانات الفيلم (الإنجليزية)
- باد إس. سميث على موقع كينوبويسك (الروسية)